# Numero ennagonale
In teoria dei numeri, un numero ennagonale è un numero poligonale che rappresenta un ennagono. Il numero ennagonale per n è dato dalla formula:
{\displaystyle {\frac {7n^{2}-5n}{2}}.}
con n > 0.
I primi numeri ennagonali sono: 1, 9, 24, 46, 75, 111, 154, 204, 261, 325, 396, 474, 559, 651, 750, 856, 969, 1089, 1216, 1350, 1491, 1639, 1794, 1956, 2125, 2301, 2484, 2674, 2871, 3075, 3286, 3504, 3729, 3961, 4200, 4446, 4699, 4959, 5226, 5500, 5781, 6069, 6364, 6666, 6975, 7291, 7614, 7944, 8281, 8625, 8976, 9334, 9699.

## Proprietà matematiche
La sequenza dei numeri ennagonali, espressa modulo 2, è pari a 1, 1, 0, 0, 1, 1, 0, 0, 1, 1, 0, 0... Ciò significa che si susseguono alternativamente coppie di numeri ennagonali pari e dispari.

Ponenendo E(n) come l'n-esimo numero ennagonale, e T(n) come l'n-esimo numero triangolare, è valida la relazione
{\displaystyle {7E(n)+3=T(7n-3)}.}
La funzione generatrice per i numeri ennagonali è
{\displaystyle x+9x^{2}+24x^{3}+46x^{4}+...={\frac {x(6x+1)}{(1-x)^{3}}}}